# Campà (jurista)
Campà (en llatí Campanus) va ser un jurista romà esmentat per Aburni Valent i Pomponi. Com que aquestos dos juristes van viure en temps d'Hadrià i Antoní Pius se suposa que Campà va viure a la primera meitat del segle ii. El que es coneix d'ell està relacionat amb la fideicommissa.
Un Cocceius Campanus a qui es va dirigir un rescripte dels emperadors Septimi Sever i Caracal·la segurament era un personatge posterior, però de vegades se'ls confon.